# 邦妮·巴特利特
邦妮·巴特利特（英語：Bonnie Bartlett，1929年6月20日—），女，美国演员。曾获得黄金时段艾美奖戏剧类电视系列剧最佳女配角。